# 安德烈·卡爾洛夫
安德烈·根纳季耶维奇·卡尔洛夫（俄语：Андрей Геннадьевич Карлов，1954年2月4日—2016年12月19日），前苏联及俄罗斯联邦外交官，2013年7月12日起担任俄罗斯联邦驻土耳其大使，於2016年12月19日夜間遭槍擊身亡。卡尔洛夫亦通曉朝鮮語和英语。

## 生平
卡尔洛夫1976年毕业于莫斯科国立国际关系学院国际经济关系系，同年开始在苏联外交部工作。他既在俄罗斯国内工作过，也有驻外经历。1992年，他从俄罗斯联邦外交部外交学院毕业。2001年7月9日至2006年12月20日，卡尔洛夫担任俄罗斯联邦驻朝鲜大使。任满回国后，卡尔洛夫在2007年至2009年担任了俄罗斯联邦外交部领事司副司长。2009年1月26日，他晉升为司长，任职至2013年。2013年7月12日則獲任命为俄罗斯联邦驻土耳其大使。
2016年12月19日，卡爾洛夫在土耳其首都安卡拉出席画展活动时遇刺身亡。根據土耳其媒體的報導，嫌犯為一位22歲的未值班警察艾丁塔斯（土耳其語：Mevlüt Mert Altıntaş），他在現場呼喊「真主至大」並開了至少8槍，最後被警方擊斃。